# Can Miquel (Granera)

Can Miquel, respecte del poble i terme de Granera

Can Miquel és una masia del terme municipal de Granera, a la comarca catalana del Moianès. Pertany a la parròquia de Sant Martí de Granera.
Està situada a 742,4 metres d'altitud, en el Barri de Baix, a la part occidental d'aquest barri.
S'hi accedeix pel Camí de Vila-rúbia, que arrenca de l'extrem meridional del Barri del Castell cap al nord-est, i arriba en uns 750 al lloc d'on surt cap al sud-est un camí de 75 metres que duu fins a Can Miquel.